# ناچو مارتینز (بازیکن فوتبال)
ناچو مارتینز (انگلیسی: Nacho Martínez؛ زادهٔ ۱۱ آوریل ۱۹۹۰) بازیکن فوتبال اهل اسپانیا است.